# Led Zeppelin II
Led Zeppelin II — второй студийный альбом британской рок-группы Led Zeppelin, выпущенный 22 октября 1969 года на лейбле Atlantic Records. Запись пластинки проходила в нескольких студиях, расположенных в Великобритании и Северной Америке, с января по август 1969 года. Продюсером альбома выступил Джимми Пейдж, который уже руководил созданием дебютного диска группы. Музыканты сотрудничали со звукоинженером Эдди Крамером, который внёс большой вклад в уникальное звучание лонгплея. Led Zeppelin II демонстрирует эволюцию музыкального стиля группы — на центральное место выходит гитарный звук, основанный на риффах. Многие критики считают этот альбом наиболее «тяжёлым» в дискографии Led Zeppelin.
Led Zeppelin II имел хорошие продажи и стал первым альбомом группы, который занял верхние строчки чартов Великобритании и США. В 1970 году арт-директор пластинки — Дэвид Джунипер был номинирован на премию «Грэмми» в категории «Лучшее оформление альбома». К 15 ноября 1999 года продажи альбома составили свыше 12 миллионов экземпляров. С момента его издания писатели и музыкальные критики регулярно отмечают Led Zeppelin II в числе величайших и наиболее влиятельных рок-альбомов всех времён.

## Концепция

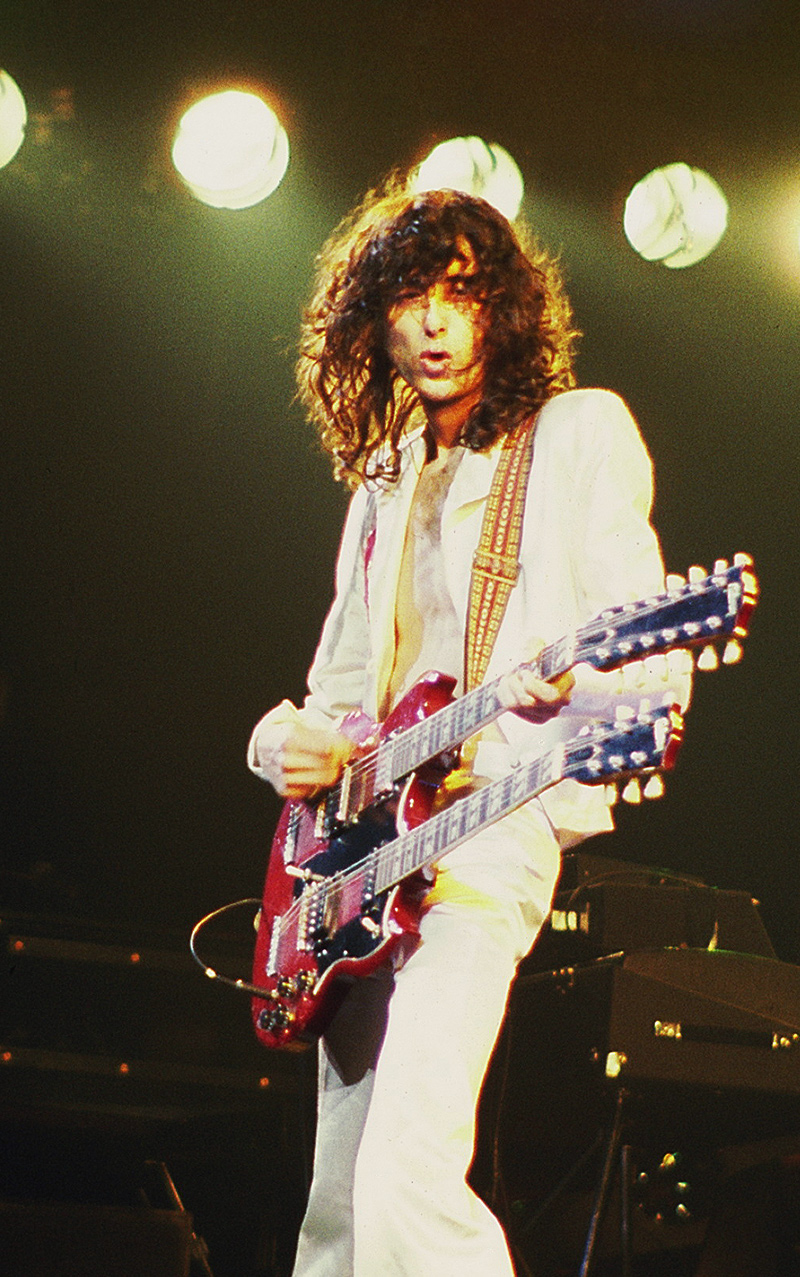
Гитарист Джимми Пейдж был ведущим композитором и продюсером Led Zeppelin II.

### Предыстория
Альбом был задуман во время напряжённых гастролей группы с января по август 1969 года: за это время музыканты отыграли четыре европейских и три американских концертных тура. Каждая песня записывалась отдельно: их сводили и продюсировали в различных студиях в Великобритании и Северной Америке. Материал для альбома сочинялся прямо по ходу турне: во время пауз между концертами (как правило длившихся пару часов), музыканты резервировали студию и начинали процесс записи, зачастую звук получался спонтанным. Басист Джон Пол Джонс вспоминал: «Мы много гастролировали. Риффы Джимми [Пейджа] получались резкими и яростными. Многие из них были придуманы на сцене, особенно во время длинной, импровизационной части песни „Dazed and Confused“. Мы отмечали хорошие варианты и заезжали в студию по пути на следующее шоу».
Некоторые из звукозаписывающих студий, в которых останавливалась группа, не располагали передовым оборудованием. Студия в Ванкувере, прозванная музыкантами «хижиной» (англ. the hut), имела восьмидорожечный рекордер, у которого не было даже порта для наушников. Солист группы Роберт Плант позже рассказал о процессе сочинения и записи, заявив: «На самом деле, всё это было сумасшествием. Мы сочиняли песни в номерах отелей, затем записывали ритм-секцию в Лондоне, добавляли вокал в Нью-Йорке, накладывали губную гармонику в Ванкувере, а затем возвращались, чтобы закончить микширование в Нью-Йорке».
Овердаббинг для песен «Thank You», «The Lemon Song» и «Moby Dick» был сделан во время турне, микшированием «Whole Lotta Love» и «Heartbreaker» также занимались по ходу гастролей. Позже Пейдж заявил: «Другими словами, часть материала вышла из репетиций для очередного тура».

### Запись альбома
Рекорд-сессии проходили в студиях Olympic и Morgan Studios в Лондоне; A&M, Quantum, Sunset, Mirror Sound и Mystic Studios в Лос-Анджелесе, штат Калифорния; Ardent Studios в Мемфисе, штат Теннесси; A & R, Juggy Sound, Groove and Mayfair Studios в Нью-Йорке; и «хижине» в Ванкувере. Продюсером альбома был Джимми Пейдж, который уже выступал в этой роли при создании дебютного диска группы; он пригласил себе в помощники Эдди Крамера, чтобы использовать его навыки и методы записи. Продюсерская работа Крамера с Джими Хендриксом очень впечатлила участников коллектива, и в особенности Пейджа. Эксперт по Led Zeppelin Дэйв Льюис написал о продюсировании пластинки: «Это альбом оказался триумфом, в частности, по качеству продюсирования, он и сегодня по-прежнему звучит свежо. В немалой степени этому способствует успешный союз Пейджа и Крамера в продюсерской комнате». Это партнёрство было особенно показательно в центральной части трека «Whole Lotta Love». Позже Крамер заявил: «Знаменитый микс „Whole Lotta Love“, где всё „съезжает с катушек“, является нашей с Джимми комбинацией — суетящихся над маленьким контрольным пультом, крутящих все регуляторы, известные человеку».
В другом интервью Крамер похвалил Пейджа за звучание альбома, которое было достигнуто, несмотря на противоречивые условия записи: «Мы создавали этот альбом по частям. Порой мы работали над некоторыми треками в самых странных студиях, которые вы можете себе представить. Среди них были дешёвые заведения — с дырами в стене. Но в итоге всё это звучало чертовски изумительно. Led Zeppelin II звучал очень цельно, потому что во главе был один парень, это был г-н Пейдж». Пейдж и Краммер свели альбом за два дня в студии A & R Studios.

## Тексты и музыка
Получившиеся композиции отражают «сырое», эволюционирующее звучание группы, а также их навыки в качестве концертных исполнителей. Одной из особенностей альбома было развитие лирических тем, заложенных Робертом Плантом в дебютном альбоме коллектива; он создал работы, которые будут более известными массовому слушателю и, пожалуй, более влиятельные. Песни «Whole Lotta Love» и «The Lemon Song» имеют сексуальный подтекст, последняя из них содержит метафору, в которой, по словам одного музыкального критика, автор обращается «к неизвестной леди и просит выжать его „лимон“, пока сок не потечёт у него между ног». Позже Плант заметил по этому поводу:
Диск был очень зрелым. Это был альбом, который должен был определить, осталась ли у нас энергия и способность стимулировать публику. Его звучание всё ещё опиралось на блюз, но это был намного более чувственный подход к музыке, и вполне экстравагантный. Альбом был создан „на бегу“, между отдыхом в отелях и встречами с группиз... это было что-то!.
Также, на Led Zeppelin II имели место эксперименты с другими музыкальными стилями и звуковыми приёмами. Одними из ярких примеров были песни: «What Is and What Should Never Be» и «Ramble On» (на них Пейдж играет на акустической гитаре) концепция «тихо-громко-тихо» и лирическая баллада «Thank You», навеянная поп-музыкой. Связи со своей мистической атмосферой, «Ramble On» стал одним из пионеров слияния хард-рока с фэнтезийной тематикой, которая частично проистекала из психоделического рока двух-трёхлетней давности, а также из личного интереса Планта к произведениям Р. Р. Толкина. Это музыкальное направление позже достигнет апогея в альбоме Led Zeppelin IV (а также в творчестве множества последующих групп, которые стали эксплуатировать эту тему). Напротив, инструментальная композиция «Moby Dick» содержит длинное соло ударника Джона Бонэма; во время последующих концертов Led Zeppelin он мог импровизировать во время этого соло до получаса.

Значительный вклад в звучание этого альбома внёс Джимми Пейдж, так как его соло в песне «Heartbreaker» стало популярно среди молодых рок-гитаристов, и иллюстрирует стремительное завоевание аудитории. Led Zeppelin II является первым альбомом, где Пейдж играет на электрогитаре Gibson Les Paul (1959 года выпуска) — впоследствии он стал одним из главных популяризаторов этой модели. Его новаторские методы записи и эффекты микрофона т. н. англ. drum miking на треках «Ramble On» и «Whole Lotta Love» также продемонстрировали его высокую квалификацию, находчивость и оригинальный подход в качестве продюсера. Журнал Rolling Stone назвал гитарный рифф Пейджа в песне «Whole Lotta Love» «одним из самых волнующих гитарных риффов в рок-н-ролле». Джон Пол Джонс поделился мнением о вкладе своего коллеги:
Джимми начал добиваться признания как продюсер во время создания «Whole Lotta Love». Он „прогнал“ материал через эффект эхо-реверса. Многие из его идей с микрофонами были просто поразительными. Каждый думает, что Пейдж идёт в студию, наполненную огромными стенами из усилителей, но это не его метод. Он использует очень небольшой усилитель, и просто выставляет микрофоны наилучшим образом, таким образом, результат вписывается в звуковую картину.
Материал альбома также иллюстрирует совершенствование вокальной техники Планта, а также его развитие как серьёзного автора текстов. Имя Планта было удалено из списка музыкантов первого альбома, в связи с его обязательствами по контракту, который он подписал с фирмой CBS Records, в качестве сольного исполнителя. Его вклад в такие песни как «What Is and What Should Never Be» и «Ramble On» были предвестниками музыкального развития группы. Плант прокомментировал, что только во время сессий для Led Zeppelin II он начал чувствовать себя «в своей тарелке», находясь в студии вместе с Led Zeppelin. В интервью 2008 года для журнала Uncut, он заявил: «Во время записи Led Zep I (1969), я был несколько обеспокоен, я считал, что должен покинуть группу в любом случае. Я чувствовал себя дискомфортно, потому что ко мне предъявляли много требований по поводу вокала — все, в отношении материала Zeppelin. И я очень нервничал, и не очень-то наслаждался процессом до начала периода Led Zep II».

## Оформление обложки

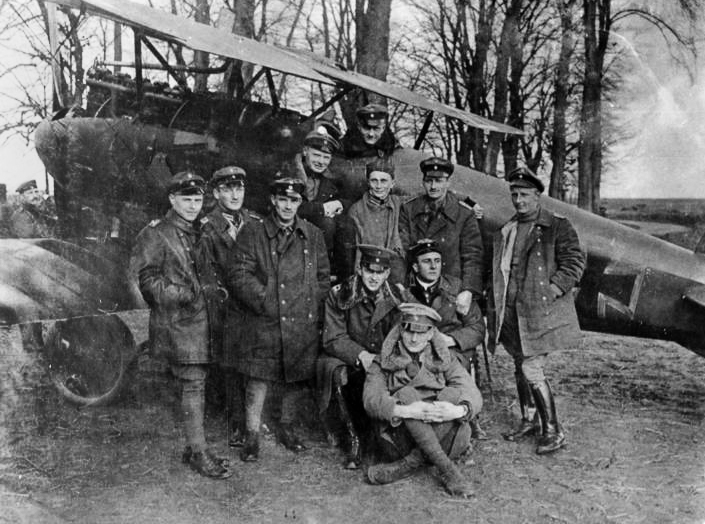
Оригинальное фото сделанное во время Первой мировой войны, послужившее основой для обложки.

Обложку альбома создал дизайнер Дэвид Джунипер, которого участники группы попросили «просто придумать что-то необычное». Для своего фотомонтажа он взял за основу старую фотографию асов эскадрильи истребителей Jasta 11 под командованием «Красного барона» Манфреда фон Рихтгофена, т. н. «Воздушный цирк».
Все оригинальные лица были изменены или заменены, Джунипер добавил некоторым пилотам бороды и очки. В своей работе дизайнер использовал, новаторскую для того времени технику сочетания коллажа/фотографии с аэрографической иллюстрацией. Помимо участников Led Zeppelin, лица которых были взяты из публичного фото 1969 года, на фото были представлены: блюзмен Блайнд Вилли Джонсон (возможно, это был джазовый трубач Майлз Дэвис), актриса Мэри Воронов и астронавт Фрэнк Борман. Альбом в Британии иногда называли «Brown Bomber» — имея в виду контур цеппелина на буром фоне.

## Выпуск и отзывы
| Оценки критиков      | Оценки критиков |
| Источник             | Оценка          |
| -------------------- | --------------- |
| Allmusic             | [ 21 ]          |
| BBC Music            | (позитивная)    |
| Blender              | [ 23 ]          |
| Роберт Кристгау      | B               |
| Entertainment Weekly | A+              |
| Pitchfork Media      | 10/10           |
| Q                    | [ 27 ]          |
| Rolling Stone        | (негативная)    |
| Rolling Stone Guide  | [ 29 ]          |
| Yahoo! Music         | (позитивная)    |

Альбом был выпущен 22 октября 1969 года на лейбле Atlantic Records, с предварительных заказов на 400.000 копий. Рекламная кампания была построена вокруг слогана — «Led Zeppelin — единственный способ летать» и «Led Zeppelin II — теперь летающий». В коммерческом плане Led Zeppelin II стал первым альбомом группы, который добрался до первого места хит-парада № 1 в США, дважды сместив с вершины пластинку Abbey Road группы The Beatles; альбом Led Zeppelin был № 1 американского чарта в течение семи недель. К апрелю 1970 в Америке было продано 3 миллиона дисков. На родине музыкантов альбом поднялся на первое место в феврале 1970 года и пробыл в черте UK Albums Chart 138 недель кряду.
Также, альбом включал самый большой хит Led Zeppelin на тот момент — «Whole Lotta Love». В январе 1970 года этот сингл достиг 4-й позиции в чарте Billboard Hot 100 — после того, как боссы Atlantic вопреки желанию группы выпустили короткую версию песни на грампластинке формата 45'. Би-сайд этого сингла — «Living Loving Maid (She’s Just a Woman)», — также стал хитом, добравшись до 65-й строчки хит-парада Bollboard в апреле 1970 года. Альбом способствовал международной славе Led Zeppelin в качестве талантливого концертного коллектива; в следующем году музыканты продолжали неустанно гастролировать, первоначально выступая в клубах и танцевальных залах, затем на более вместительных площадках и, в конце концов, на стадионах, попутно с ростом их популярности.
В 1970 году арт-директор пластинки Давид Джунипер был номинирован на премию «Грэмми» в категории «Лучшее оформление альбома», за обложку к Led Zeppelin II. 10 ноября 1969 года альбом получил золотой сертификат от Ассоциации звукозаписывающей индустрии Америки, а к 1990 году его продажи составили более 5 миллионов экземпляров. 14 ноября 1999 года в США было продано более 12 миллионов копий Led Zeppelin II. В 2014 году, благодаря переизданию, альбом вернулся в Top 10 чарта Billboard, поднявшись на девятое место.

## Наследие
Многие музыкальные критики называли Led Zeppelin II «хрестоматией» для хэви-метал-групп, которые были последователями заложенных в нём музыкальных идей. Композиции с блюзовой основой, такие как «Whole Lotta Love», «Heartbreaker», «The Lemon Song», «Moby Dick» и «Bring It On Home» отмечались экспертами как классика жанра, где гитарный рифф (а не вокальной припев или куплет) имеет главенствующее место в песне и содержит ключевой «хук». Такие приёмы и акценты были нетипичны для популярной музыки того времени. Гитарное соло Пейджа в «Heartbreaker», включающее быстрый тэппинг при помощи одной лишь левой руки, оказало ключевое влияние на творчество последующего поколения метал-гитаристов и «шреддеров», таких как Эдди Ван Хален и Стив Вай. Как правило, этот альбом считается одной из самых влиятельных записей в рок-музыке, а также предшественником хэви-метала. Оказав неоценимый вклад в развитие жанра, он вдохновлял множество других рок-групп, включая Aerosmith, Iron Maiden и Guns N' Roses.
С момента своего выхода многие критики и музыкальные журналисты отмечали Led Zeppelin II в качестве одного из самых влиятельных альбомов рок-музыки. Он получил несколько наград от музыкальных изданий, зачастую находясь на верхних позициях различных списках а-ля «Лучший альбом». В 1989 году Spin поставил альбом на пятую строчку в своём рейтинге «25 величайших альбомов всех времён». В 2000 году журнал Q поместил Led Zeppelin II 37-е место в списке «100 величайших британских альбомов всех времён». В 2003 году журнал Rolling Stone поставил альбом на 75-ю позицию списка «500 величайших альбомов всех времён».

### Награды
| Учредитель                 | Страна         | Название                                             | Год  | Место     |
| -------------------------- | -------------- | ---------------------------------------------------- | ---- | --------- |
| Грэмми                     | США            | «Лучшее оформление альбома»                          | 1970 | Номинация |
| Guitarist                  | Великобритания | «50 самых влиятельных гитар-альбомов всех времён»    | 1994 | 3         |
| Mojo                       | Великобритания | «100 величайших альбомов всех времён»                | 1996 | 41        |
| The Guitar                 | США            | «Альбом тысячелетия»                                 | 1999 | 6         |
| Rolling Stone              | США            | «500 величайших альбомов всех времён»                | 2003 | 75        |
| Q                          | Великобритания | «100 величайших альбомов всех времён»                | 2003 | 37        |
| Rock Hard                  | Германия       | «500 величайших рок/метал альбомов всех времён»      | 2005 | 318       |
| Роберт Даймери             | США            | «1001 Albums You Must Hear Before You Die»           | 2006 | *         |
| Classic Rock               | Великобритания | «100 величайших британских рок-альбомов всех времён» | 2006 | 8         |
| Rock and Roll Hall of Fame | США            | «Лучшие 200 альбомов всех времён»                    | 2007 | 47        |
| Q                          | Великобритания | «50 лет музыке Великобритании (1960-е)»              | 2008 | *         |

(*) означает неупорядоченный список.

## Список композиций
| №  | Название                           | Автор(ы)                                                         | Длительность |
| -- | ---------------------------------- | ---------------------------------------------------------------- | ------------ |
| 1. | «Whole Lotta Love»                 | Джон Бонэм/Вилли Диксон/Джон Пол Джонс/Джимми Пейдж/Роберт Плант | 5:34         |
| 2. | «What Is and What Should Never Be» | Пейдж/Плант                                                      | 4:46         |
| 3. | «The Lemon Song»                   | Бонэм/Честер Барнетт/Джонс/Пейдж/Плант                           | 6:19         |
| 4. | «Thank You»                        | Пейдж/Плант                                                      | 4:49         |

| №  | Название                                  | Автор(ы)                | Длительность |
| -- | ----------------------------------------- | ----------------------- | ------------ |
| 5. | «Heartbreaker»                            | Бонэм/Джонс/Пейдж/Плант | 4:14         |
| 6. | «Living Loving Maid (She's Just a Woman)» | Пейдж/Плант             | 2:39         |
| 7. | «Ramble On»                               | Пейдж/Плант             | 4:34         |
| 8. | «Moby Dick»                               | Бонэм/Пейдж/Плант       | 4:20         |
| 9. | «Bring It On Home»                        | Диксон                  | 4:19         |

В издании на компакт-кассетах первая сторона заканчивалась на песне «Heartbreaker», а вторая начиналась с трека «Thank You».

## Бонус-треки расширенного издания (2014 год)
| №  | Название                                                  | Автор(ы)                       | Длительность |
| -- | --------------------------------------------------------- | ------------------------------ | ------------ |
| 1. | «Whole Lotta Love» (Rough Mix with Vocal)                 | Бонэм/Диксон/Джонс/Пейдж/Плант | 5:38         |
| 2. | «What Is and What Should Never Be» (Rough Mix with Vocal) | Пейдж/Плант                    | 4:33         |
| 3. | «Thank You» (Backing Track)                               | Пейдж/Плант                    | 4:21         |
| 4. | «Heartbreaker» (Rough Mix with Vocal)                     | Бонэм/Джонс/Пейдж/Плант        | 4:24         |
| 5. | «Living Loving Maid (She's Just a Woman)» (Backing Track) | Пейдж/Плант                    | 3:08         |
| 6. | «Ramble On» (Rough Mix with Vocal)                        | Пейдж/Плант                    | 4:43         |
| 7. | «Moby Dick» (Backing Track)                               | Бонэм/Пейдж/Плант              | 1:37         |
| 8. | «La La» (Intro/Outro Rough Mix)                           | Пейдж/Плант                    | 4:07         |

## Участники записи

### Led Zeppelin
- Джимми Пейдж — гитара, бэк-вокал, терменвокс («Whole Lotta Love»), продюсер
- Роберт Плант — вокал, губная гармоника
- Джон Пол Джонс — бас-гитара, орган, бэк-вокал
- Джон Бонэм — ударные, бэк-вокал

### Производство
- Барри Даймент — звукоинженер (адаптировал оригинальную ленту для переиздания на CD в 1987 году)
- Джордж Чкианц — звукоинженер на «Whole Lotta Love» и «What Is and What Should Never Be»
- Питер Грант — исполнительный продюсер
- Крис Хьюстон — звукоинженер на «The Lemon Song» и «Moby Dick»
- Энди Джонс — звукоинженер на «Thank You»
- Эдди Крамер — звукоинженер, микширование
- Боб Людвиг — мастеринг, звукоинженер
- Джордж Марино — engineering (ремастеринг CD, 1990 г.)
- Джон Дэйвис — engineering (ремастеринг CD, 2014 г.)

## Хит-парады
| Чарт (1969)                       | Высшая позиция |
| --------------------------------- | -------------- |
| Japanese Albums Chart             | 8              |
| US Billboard 200                  | 1              |
| US Billboard Soul LP’s            | 32             |
| French Albums Chart               | 3              |
| Canadian RPM Top 100 Albums Chart | 1              |

| Чарт (1970)                                       | Высшая позиция |
| ------------------------------------------------- | -------------- |
| UK Albums Chart                                   | 1              |
| US Record World Top Pop Albums                    | 1              |
| US Cash Box Top 100 Albums                        | 1              |
| Norwegian Albums Chart                            | 2              |
| Australian Kent Music Report Top 100 Albums Chart | 1              |
| Spanish Albums Chart                              | 1              |
| German Albums Chart                               | 1              |
| Italian Albums Chart                              | 2              |

| Чарт (2014)   | Высшая позиция |
| ------------- | -------------- |
| Польша (ZPAV) | 9              |

| Год  | Название                                  | Чарт                 | Место |
| ---- | ----------------------------------------- | -------------------- | ----- |
| 1970 | «Whole Lotta Love»                        | US Billboard Hot 100 | 4     |
| 1997 | «Whole Lotta Love»                        | UK Singles Chart     | 21    |
| 1970 | «Living Loving Maid (She’s Just a Woman)» | US Billboard Hot 100 | 65    |

## Сертификации
| Регион | Сертификация   | Продажи     |
| --- | -------------- | ----------- |
| Аргентина (CAPIF) · Remastered edition                                                                                   | Золотой        | 30 000^     |
| Австралия (ARIA) | 4× Платиновый  | 280 000^    |
| Австрия (IFPI Austria)                                                                                                   | Золотой        | 25 000*     |
| Канада (Music Canada) | 9× Платиновый  | 900 000^    |
| Франция (SNEP) | 2× Золотой     | 200 000*    |
| Германия (BVMI) | Платиновый     | 500 000^    |
| Италия (FIMI) | Золотой        | 50 000*     |
| Испания (PROMUSICAE) | Золотой        | 50,000^     |
| Великобритания (BPI) | 4× Платиновый  | 1 200 000^  |
| США (RIAA) | 12× Платиновый | 12,000,000^ |
| * Данные о продажах приведены только на основе сертификации. ^ Данные о тиражах приведены только на основе сертификации. |                |             |